# مصطفی قنبرپور
مصطفی قنبرپور بازیکن، مربی و سرپرست سابق پرسپولیس است.
قنبرپور سابقه سرمربی‌گری در تیم ملی فوتبال زیر ۱۶ سال ایران را نیز دارد.
هم‌چنین مدتی هم به عنوان سرمربی در تیم ملی نونهالان و باشگاه‌های کوثر لرستان، راه‌آهن مشغول به کار بوده‌است.

## سوابق
قنبرپور در سال‌های اخیر رزومه زیر را از خود برجای گذاشته‌است.
| ردیف | سمت                          | تیم                           | سال          |
| ---- | ---------------------------- | ----------------------------- | ------------ |
| ۱    | سرمربی                       | تیم ملی فوتبال نوجوانان ایران | ۱۳۹۲ تا ۱۳۹۳ |
| ۲    | مشاور ورزشی مدیر عامل        | پرسپولیس                      | ۱۳۹۳ تا ۱۳۹۷ |
| ۳    | کمک مربی (دستیار دوم سرمربی) | پرسپولیس                      | ۱۳۹۴ تا ۱۳۹۵ |
| ۴    | مدیر آکادمی                  | پرسپولیس                      | ۱۳۹۵ تا ۱۳۹۷ |
| ۵    | سرپرست                       | پرسپولیس                      | ۱۳۹۷         |